# Polytechnische Universiteit van Valencia
De Polytechnische Universiteit van Valencia (Spaans: Universitat Politécnica de Valencia) is een Spaanse universiteit in Valencia die zich richt op wetenschap en techniek. De school werd in 1968 opgericht, maar werd pas in 1971 een universiteit. Sommige studierichtingen van de universiteit zijn wel meer dan honderd jaar oud.
De universiteit telde in 2020 ruim 28.000 studenten, circa 2500 docenten en onderzoekers en 1442 administratief medewerkers. De universiteit omvat 14 scholen en faculteiten, verdeeld over drie campussen, en biedt verschillende bachelor-, master- en doctoraatprogramma's aan.
Bayreuth · 
Cantabria · 
Canterbury · 
Catania · 
Cluj-Napoca · 
Cyprus · 
Eindhoven · 
Gent · 
Giessen · 
Göteborg · 
Grenoble · 
Las Palmas de Gran Canaria · 
Le Havre · 
León · 
Luik · 
Malmö · 
Malta · 
Minho ·
Patras · 
Porto · 
Poznań · 
Rome (Sapienza) · 
Rouen · 
Tarragona · 
Triëst · 
Trondheim · 
Valencia · 
Valladolid
Aalborg ·
Aken ·
Barcelona ·
Belgrado · 
Berlijn · 
Boedapest · 
Boekarest · 
Braunschweig · 
Brno ·
Darmstadt ·
Delft ·
Dresden ·
Dublin ·
Enschede · 
Gdańsk · 
Gent ·
Glasgow · 
Göteborg ·
Graz ·
Grenoble ·
Guildford · 
Haifa ·
Hannover ·
Helsinki ·
Istanboel ·
Karlsruhe ·
Kaunas ·
Lausanne ·
Leuven ·
Lissabon ·
Lissabon NOVA ·
Louvain-la-Neuve ·
Lund · 
Lyon ·
Madrid ·
Milaan ·
Parijs-Saclay ·
Parijs ParisTech ·
Porto ·
Poznań ·
Praag ·
Riga ·
Sheffield · 
Stockholm ·
Stuttgart ·
Tallinn ·
Tomsk ·
Trondheim ·
Turijn ·
Valencia ·
Warschau ·
Wenen ·
Zürich